# Torcollano
Torcollano es una localidad del municipio de Rasines (Cantabria, España). En el año 2008 contaba con una población de 22 habitantes (INE). La localidad está situada a 380 metros de altitud sobre el nivel del mar, y a está a una distancia de siete kilómetros y medio de la capital municipal, Rasines.
- Datos: Q6149030